# ゲームプレイ
ゲームプレイとは「ゲームシステムおよびゲーム内の他のプレイヤーとのプレイヤーの相互作用の構造」のことである。
しかし「ゲームプレイ」という用語は定義するのが非常にあいまいな場合があり、以下のように作成者によって定義が異なる。 
- 「面白い選択の連続」 - シド・マイヤー[2]
- 「シミュレート環境での1つ以上の因果関係のある一連の課題」[3]
- 「良いゲームとは、予想外のことを行い、それを機能させることで勝てるゲームである」[4]
- 「ゲームプレイの体験は、モチベーション、タスクパフォーマンス、完了のさまざまな要素から生じる、またはそれらに関連する様々な感情を伴う、認知タスクのパフォーマンスにおけるゲームデザインとの相互作用の1つである。」[5]
- 「ここでのゲームプレイは、プレイヤーとゲームの双方向性のゲームプロセスと見なされる。」[6]

このように漠然としているため、ゲームプレイを避けてゲームメカニクスのような用語が好まれる傾向がある。 

## タイプ
ゲームプレイには3つの要素がある。ゲーム内でプレイヤーができることを定義する「操作ルール」、ゲームのゴールを定義する「ゴールルール」、そしてゲームのチューニングや変更方法を定義する「メタルール」である。コンピュータゲームでは、ゲームプレイはいくつかのタイプに分けることができる。例えば、協力プレイは、2人以上のプレイヤーがチームを組んでプレイする。他の例としては、リズムゲームや一人称視点のシューティングゲームなどで、プレイヤーの反応時間や精度をテストする「ツイッチ」ゲームプレイがある。様々なゲームプレイのタイプを以下に示す。 
- 非対称コンピュータゲーム
- 協力的なゲームプレイ
- 創発的なゲームプレイ
- 非線形ゲームプレイ

## プレイアビリティ
プレイアビリティとは、ゲームのプレイのしやすさ、またはゲームがプレイできる量や時間のことで、ゲームプレイの質を測る一般的な尺度である。プレイアビリティの評価方法は、ゲームの設計を改善することを目的としているのに対し、プレイヤー体験の評価方法は、ゲーム性を改善することを目的としている。これは、ロールプレイングゲームや対戦型格闘ゲームなどのマルチキャラクターゲームにおけるキャラクターの操作（またはプレイ）能力や、リアルタイムストラテジーゲームにおける派閥と混同されてはならない。 
プレイアビリティとは、プレイヤーが一人で、または仲間と一緒にプレイした場合に、信頼感や満足感があり、楽しさや娯楽を提供することを主な目的とした特定のゲームシステムを使用したプレイヤー体験を記述する一連の性質と定義されている。プレイアビリティは、コンピュータゲームのプレイヤー体験を測るための様々な属性と性質によって特徴づけられる。 
- 満足度：コンピュータゲームを完了するためのプレーヤーの満足感や喜びの程度、またはその側面：メカニズム、グラフィック、ユーザーインターフェイス、ストーリーなど。満足度は非常に主観的な属性であり、プレイヤーの好みや喜びが特定のゲーム要素（キャラクター、仮想世界、難しさ等）の満足度に影響を与えているため、測定が困難である。
- 学習：ゲームシステムやメカニクス（目的、ルール、コンピュータゲームとの付き合い方など）を理解し、支配することのしやすさ。デスクトップシステムは学習努力を最小限にしようとするが、コンピュータゲームではゲームの性質に応じて学習曲線を使い分けることができます。例えば、一方では、プレーする前に非常に初期能力を要求したり、ゲームの最初の段階で厳しく訓練したりして、プレイヤーがすべてのゲームルールとリソースを理解して支配し、ゲームの最初からそれらを使用できるようにすることができます。一方、プレイヤーは、コンピュータゲームである能力が必要なときに、ガイド付きの方法で段階的に学ぶことができる。
- 効率性：プレイヤーがゲームの様々な目的達成や、最終的なゴールに到達するまでの間、プレイヤーに楽しさと娯楽を提供するために必要な時間とリソースのこと。効率的なコンピュータゲームは、最初の瞬間からプレイヤーの注意を引きつけ、ゲームの最後までプレイを続けるように促すことができるものである。効率性は、ゲーム中の試練の正しい使用、目的の正しい構造化、またはゲーム内のアクションに最適なコントロール性として分析することができる。
- 没入感：コンピュータゲームの内容を信じて、仮想のゲーム世界でプレイヤーを溶け込ませる能力。没入感は、ユーザーがコンピュータゲームで表現された仮想世界を知覚するため、プレイヤーが仮想世界に関与し、その一部になり、相互作用しているように見えることを促す。コンピュータゲームは、提案された試練とその克服に必要なプレーヤーの能力の間でバランスを保っているときに良い没入度がある。
- 動機付け：プレイヤーに具体的な行動を気づかせ、頂点まで持続するように促す性質のこと。高いモチベーションを得るには、ゲームは、課題を克服するための行動でプレイヤーの忍耐力を確保するためのリソースのセットを持つ必要がある。ゲームプロセスの解釈において肯定的な行動を確実にするための様々な要因は、提案された課題にプレイヤーを集中させ、課題に到達して報酬を得る目的の関連性を示し、それらに直面する自信や達成する喜びを促進する。
- 感情：コンピュータゲームの刺激に反応して発生する無意識の衝動で、感情を誘発したり、自動的な反応や行動を起こしたりする。コンピュータゲームにおいて感情の使用は、最高のプレイヤー体験を得るのに役立ち、プレイヤーを幸福、恐怖、興味、好奇心、悲しみなど、さまざまな感情の状態へ導く。ゲームの課題、ストーリー、美しい見た目や、感動させられる楽曲を使用して、プレイヤーを笑ったり泣かせたりする。コンピュータゲームの大きな成功は、短い時間でプレイヤーに様々な感情を引き起こすことができることにあり、それらのいくつかは現実の世界で日常にほとんど得ることができないものである。
- 社会化：グループでのゲーム体験の社会的要因を促すゲームの属性、要素、リソースのセットの程度のこと。このような経験は、コンピュータゲームを別の方法で鑑賞することを促し、他のプレイヤーや他のキャラクターとの関係性を築くことで、プレイヤーがゲームの課題を協力的、競争的な方法で共同で解決するのを助ける。ゲームの社会化により、他の人と一緒にプレイすると、プレイヤーは全く異なるゲーム体験をすることができ、その間の相互作用のおかげで新たな社会的関係を促す。これに加えて、社会化は、私たちが持つ社会的なつながりが、ゲームの登場人物のグループやゲームが実現される文脈にどのように投影されるかというところにもある。例えば、何かを共有したり、関係するプレイヤーを選んだり、交流したり、情報を得たり、助けを求めたり、あるアイテムの交渉をしたりと、ゲームの目的を達成するために相手のキャラクターに自分がどのようにプラスやマイナスに影響するかなどである。社会的要素を促すために、プレイヤー達が統合するのを助ける新しい共有課題の開発、新しいゲームルールや目的に満足すること、プレイヤー（またはキャラクター）が集団の課題を克服するために自らを励まし、動機付けする集団的な感情を作ることが推奨される。

### プレイアビリティの面
プレイアビリティ分析は、コンピュータゲームの基本設計の様々な部分を分析する様々な視点による、非常に複雑なプロセスである。それぞれの面は、コンピュータゲームの基本設計の様々な要素により影響を受けるプレイアビリティの色々な属性と特性を識別することを可能にする。プレイアビリティの面は以下の通りである。 
- 本質的なプレイアビリティ：自らのコンピュータゲーム性に基づくプレイアビリティで、プレイヤーによってどのようにそれを示されるか。これはゲームプレイ、ゲームメカニックと強く関連している。この面では、特にコンピュータゲームのルール、ゴール、目的、リズム、その他のデザインメカニクスなどのコンピュータゲーム設計の実装を分析することができる。
- メカニカルプレイアビリティ：ソフトウェアシステムとしてのコンピュータゲームの品質。これは、ゲームエンジンに関連しており、例えば、ムービーシーンの流暢さ、正しいライト、シャドウ、レンダリング、サウンドと音楽、グラフィックの動き、キャラクターの個性の実装、多人数参加型コンピュータゲームにおけるコミュニケーションシステムなどに特に重点を置いている。
- インタラクティブなプレイアビリティ：プレイヤーインタラクションやコンピュータゲームのユーザーインターフェース開発、例えば会話やゲームコントロールなど。このプレイアビリティは、ゲームインターフェースで容易に見ることができる。
- 芸術的プレイアビリティ：ゲーム要素におけるコンピュータゲームの芸術と美学の質。ビジュアルグラフィック、サウンドエフェクト、音楽とメロディー、ストーリーとそれを話すこと、およびこれらの要素がコンピュータゲームでどのように示されているか。
- 個人内のプレイアビリティ：コンピュータゲームをプレイした際に各プレイヤーに生じる個々の視覚、知覚、感情のこと。非常に主観的な価値を持つ。
- 対人プレイアビリティまたはソーシャルプレイアビリティ：プレイヤーが他のプレイヤーと競争的、協力的な方法でプレイしたときのグループ意識と様々なユーザーの認識。

最後に、コンピュータゲームの「グローバルな」プレイアビリティは、異なるプレイアビリティ面における各属性値から推定される。プレイヤーがコンピュータゲームをプレイする際に、最高のプレイヤー体験を保証するために、様々な面のプレイアビリティを向上させることは非常に重要である。